# Glasgow Bridge
Die Glasgow Bridge überbrückt den River Clyde in Glasgow in Schottland.
Sie verbindet die Jamaica Street im City Centre am Nordufer mit der Bridge Street und mit den Stadtvierteln Tradeston und Laurieston in den Gorbals auf dem Südufer. Sie hieß früher Broomielaw Bridge (nach der Uferstraße) und wird heute umgangssprachlich oft auch Jamaica Street Bridge genannt.
Etwa 50 m flussabwärts und etwas erhöht steht die heutige Caledonian Railway Bridge am Eingang zum Bahnhof Glasgow Central; dazwischen sind noch die Pfeiler der alten Brücke zu sehen.

## Geschichte

### Erste Glasgow Bridge (1772)
Die erste Brücke an dieser Stelle war eine von Robert Mylne und John Smeaton entworfene und zwischen 1768 und 1772 gebaute Steinbogenbrücke. Sie wurde notwendig, als das ursprünglich mit Ginster (broom) bewachsene Ufer zunehmend als Anlandeplatz für die Handelsschiffe benutzt und die Stadt sich über den Fluss nach Süden ausdehnte. Die rund 150 m lange Brücke hatte sieben Bögen mit runden Öffnungen über den Pfeilern, um einem Hochwasser weniger Widerstand zu bieten. Ihre zur Mitte hin ansteigende Fahrbahn war für schwere Fuhrwerke beschwerlich, und mit ihrer Breite innerhalb der Balustrade von nur 6,7 m (22 ft) einschließlich der Gehwege wurde sie bald als zu schmal empfunden.
Auf Bitten des Magistrats verbreiterte Thomas Telford sie, indem er die vorhandenen, 23 ft breiten Bögen nur für die Fahrbahn benutzte und an beiden Seiten 1,8 m (6 ft) breite Gehwege auf gusseisernen Bögen anbaute, so dass die Brücke insgesamt 10,7 m (35 ft) breit wurde.

### Telfords Glasgow Bridge (1835)
Die laufenden Vertiefungen des ursprünglich flachen River Clyde führten zu Auskolkungen an den Pfeilern und die Stadt dehnt sich rasant aus. Der Magistrat beschloss daher, eine neue Brücke zu bauen und Telford um die Planung zu bitten.
Bei den von ihm veranlassten Probebohrungen wurde bis in große Tiefen nur sandiger und lehmiger Untergrund angetroffen. Er sah daher in den Spezifikationen eine Pfahlgründung mit im Mittel 5 m tiefen, gusseisernen Bohrpfählen und starken, hölzernen Pfahlköpfen vor.
Gemäß den Plänen wurde eine leicht gewölbte Brücke mit sieben steinernen Segmentbögen, einer breiten Fahrbahn, erhöhten Gehwegen und steinernen Balustraden gebaut. Die Brücke war zwischen den Widerlagern 134,11 m (440 ft) lang und 18,29 m (60 ft) breit. Sie hatte eine 10,36 m (34 ft) breite Fahrbahn und 3,66 m (12 ft) breite Gehwege. Sie war damit die breiteste Brücke des Königreiches, breiter noch als die kurz zuvor eröffnete, 17 m (56 ft) breite neue London Bridge. Außerdem war sie eine der ersten Brücken im Königreich, die eine Beleuchtung mit Gasleuchten hatte.
Die Stützweiten der Bögen nahmen von dem mittleren Bogen mit 17,83 m (58 ft 6 in) zu den äußeren, etwas tiefer liegenden Bögen kontinuierlich bis zu 15,85 m (52 ft) ab, so dass sie immer den gleichen Bogenradius hatten und Lehrgerüste mehrfach verwendet werden konnten.
Am 18. März 1833 begann der Unternehmer John Gibb and Son mit den Bauarbeiten. Telford, der 1834 starb, erlebte die Fertigstellung seiner großen Brücke nicht mehr. Die Bauarbeiten wurden am 1. Dezember 1835 beendet, am 9. Dezember wurde die Brücke abgenommen und am 1. Januar 1836 feierlich eröffnet. Die Bauzeit betrug somit zwei Jahre und 8 Monate anstatt der vertraglich vereinbarten 4 Jahre.

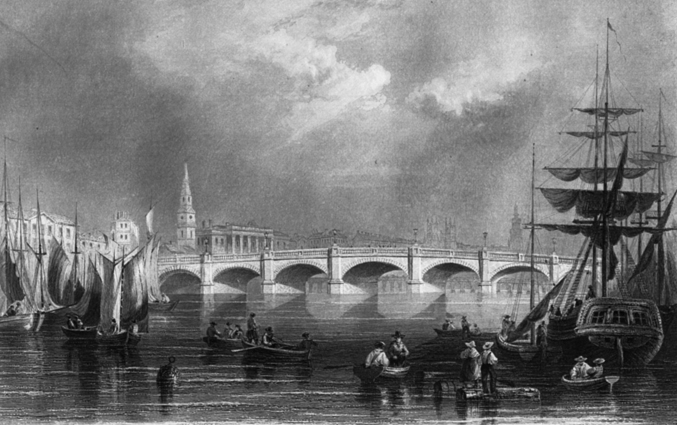
New Bridge and Broomielaw, Glasgow.
Stahlstich von William Henry Bartlett und Robert Wallis (vor 1842)

### Glasgow Bridge (1899)
Die Stadt entwickelte sich rasch zu einer Industriestadt mit zahlreichen Werften, für die der Clyde laufend vertieft wurde. 1879 eröffnete die Caledonian Railway die Caledonian Railway Bridge neben der Glasgow Bridge, die dem zunehmenden Verkehr bald nicht mehr gewachsen war. Auskolkungen durch geänderte Strömungsverhältnisse führten zu Zweifeln an der dauerhaften Standfestigkeit der Brücke und zu Diskussionen über einen Neubau. Der Entwurf einer höheren Brücke mit vier weiten Bögen wurde allerdings als zu teuer abgelehnt.

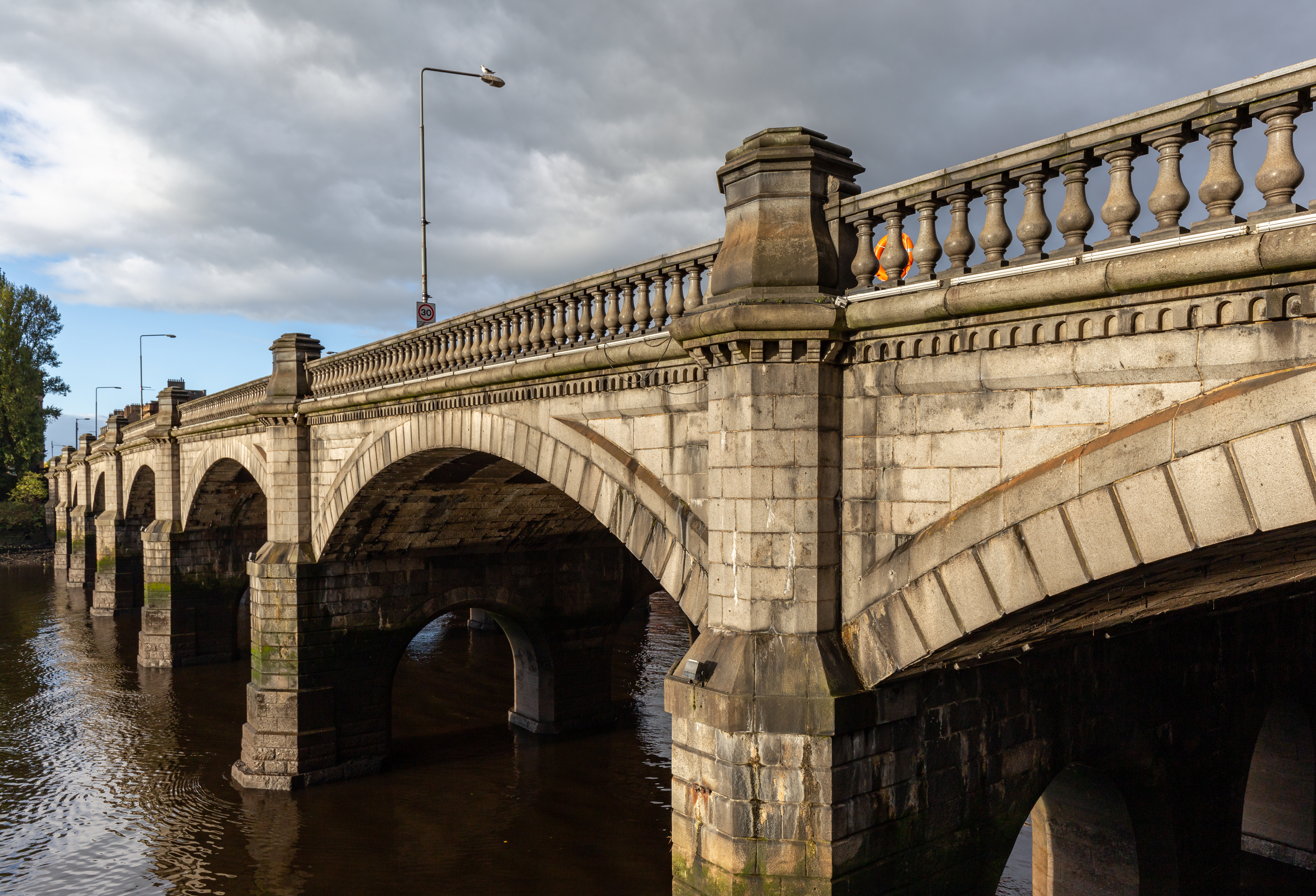
Glasgow Bridge (2013)

Schließlich entschied man sich für einen der Telford-Brücke ähnelnden Neubau, der tiefer gegründet und nun 24,4 m breit war. Die Granitverkleidung der alten Brücke konnte weitgehend wiederverwendet werden. Sie wurde nun als erste Brücke im Vereinigten Königreich durch elektrische Straßenlampen beleuchtet.
Sie ist heute eine Brücke mit vier Fahrspuren in südlicher Richtung, einem Radweg und 4,5 m breiten Gehwegen.
Die Glasgow Bridge steht seit 1988 unter Denkmalschutz (Category B).